# 136P/Mueller
136P/Mueller (też Mueller 3) – kometa krótkookresowa, należąca do rodziny Jowisza. 

## Odkrycie
Kometa została odkryta 24 września 1990 roku. Jej odkrywcą była Jean Mueller.

## Orbita komety i właściwości fizyczne
Orbita komety 136P/Mueller ma kształt elipsy o mimośrodzie 0,29. Jej peryhelium znajduje się w odległości 2,98 j.a., aphelium zaś 5,43 j.a. od Słońca. Jej okres obiegu wokół Słońca wynosi 8,62 roku, nachylenie do ekliptyki to wartość 9,42˚.
Jądro tej komety ma rozmiary maks. kilka km.